# Lovecký oštěp

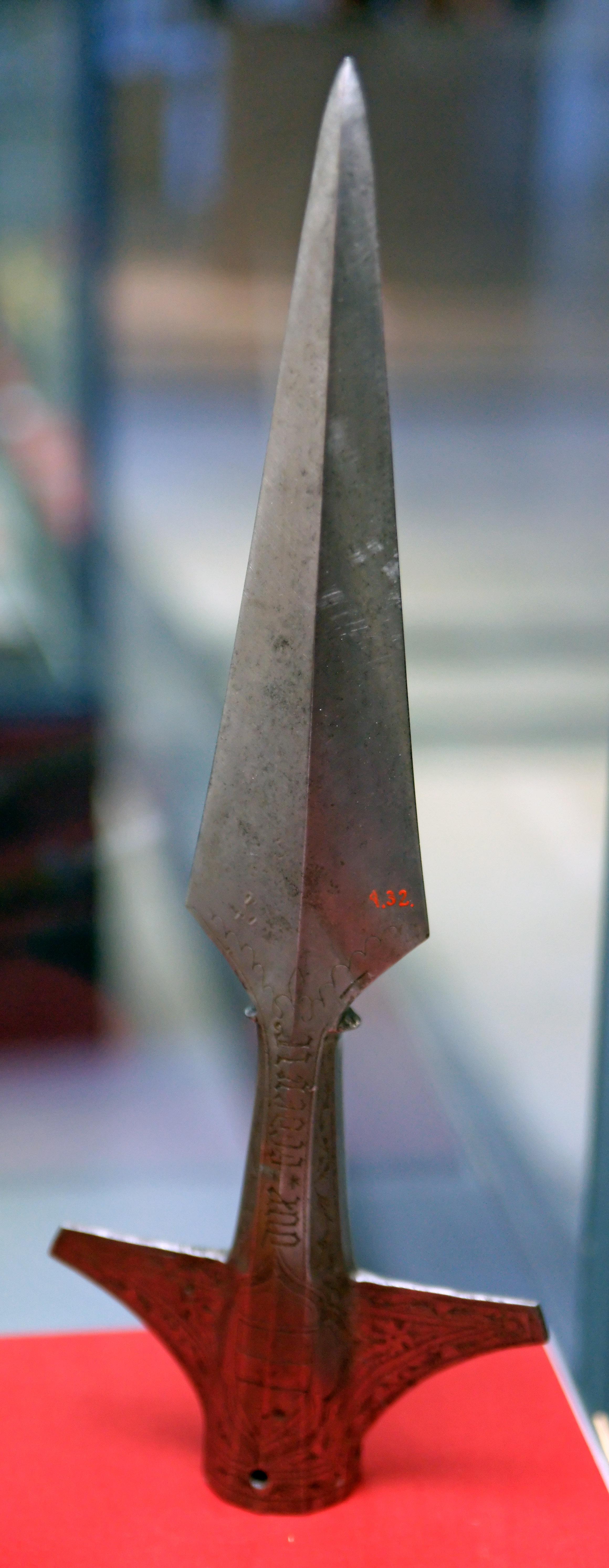

Lovecký oštěp, též kančí oštěp nebo kančí péro, je těžký lovecký oštěp o celkové délce 160 až 230 cm, který se od 15. století používá v myslivosti při lovu prasete divokého ze vzdálenosti do deseti kroků. Největší rozmach tato zbraň zažila v období renesance a baroka, kdy byla prasata divoká lovena převážně štvanicí s pomocí psů v lečích obehnaných sítěmi nebo plátny. Lov nejčastěji probíhal tak, že divočáka pronásledovali lovečtí psi. V okamžiku, kdy se prase zastavilo a začalo na psy útočit, lovec se přiblížil a zblízka mu vbodl oštěp do hrudi. Někdy se také lovci s oštěpem stavěli do cesty útočícmu praseti a nechali ho naběhnout na pevně zapřený oštěp, na který se vlastní vahou nabodlo.  V tomto případě byla životně důležitou součástí zbraně kovová příčka upevněná těsně pod hrotem, nazývaná klíp, která omezovala hloubku vpichu.
Oboustranně broušená kovaná čepel ve tvaru listu, uprostřed zpravidla zesílená vyvýšeným žebrem a se zřetelným krčkem a tulejí, jejíž součástí je klíp,, je dlouhá 30 až 35 cm. Konstrukce a tvar čepele zaručuje, že se při použití nemůže zlomit. Úlohou čepele je proniknout do hrudního koše a způsobit pneumotorax (proto je hrot poměrně masivní), vedlejším a méně důležitým účinkem je narušení krevního oběhu.
Násada zpravidla vyrobená z houževnatého jasanu musí být v čepeli zasazena hluboko. Pro jisté držení bývá na průřezu šesti až osmihranná a ke zlepšení úchopu je ovinuta řemeny tak, aby bylo možné čepelí v těle zvířete otočit i rukou mokrou nebo zpocenou.
Honosné kančí oštěpy z lovecké výbavy vládců a šlechticů měly čepel bohatě zdobenou rytinami a ratiště opatřené třásněmi v heraldických barvách majitelů.